# Strážný vrch (Polomené hory, 314 m)
Strážný vrch (314 m n. m., německy Wochberg) je vrch v okrese Litoměřice Ústeckého kraje. Leží asi 0,5 km severně od vsi Velký Hubenov na jejím katastrálním území.

## Popis vrchu
Je to neovulkanický vrch ve tvaru drobné nesouměrné kupy s příkřejšími západními a jižními svahy. Je podmíněn pronikem subvulkanické bazaltoidní brekcie skrz okolní svrchnokřídové křemenné pískovce a sprašovou pokrývku na severu a východě. Suk spočívá na rozsáhlé pískovcové plošině, která je omezena rozvětveným bezvodým údolím na severní a západní straně, a širším údolím Obrtky na jižní straně. Obě údolí se stýkají ve Velkém Hubenově. Vrch pokrývají pole a louky s roztroušenými stromy a keři. Na vrcholu stojí dva telekomunikační vysílače. Na jihozápadním svahu je zemědělský objekt, severovýchodně je chmelnice.

## Geomorfologické zařazení
Vrch náleží do celku Ralská pahorkatina, podcelku Dokeská pahorkatina, okrsku Polomené hory, podokrsku Brocenská pahorkatina a Sukoradské části.

## Přístup
Nejbližší dojezd automobilem je do Velkého Hubenova, k dvěma silničkám větvícím se nad obcí, či až na vrchol.